# Helen Getachew
Helen Getachew là một nữ hoàng sắc đẹp người Ethiopia, cô đã giành chiến thắng tại cuộc thi Hoa hậu Hoàn vũ Ethiopia 2012, sau đó đại diện cho Ethiopia tại cuộc thi Hoa hậu Hoàn vũ 2012.

## Hoa hậu Hoàn vũ 2012
Helen Getachew đại diện cho Ethiopia tham gia cuộc thi Hoa hậu Hoàn vũ 2012 tại Las Vegas, Hoa Kỳ nhưng không lọt vào bán kết.